# Palazzo Gio Battista Spinola

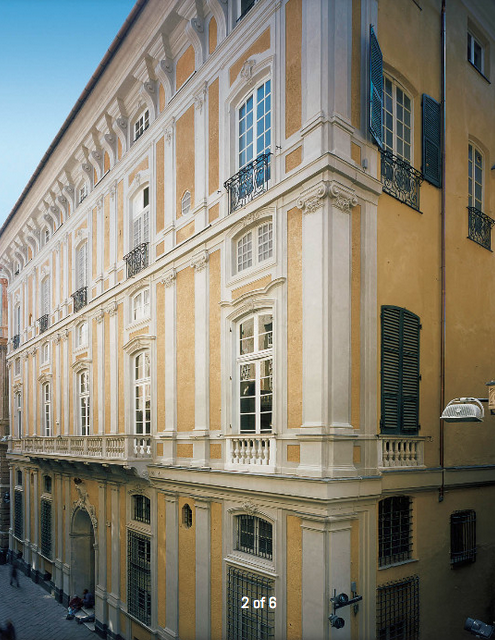
Straßenfassade

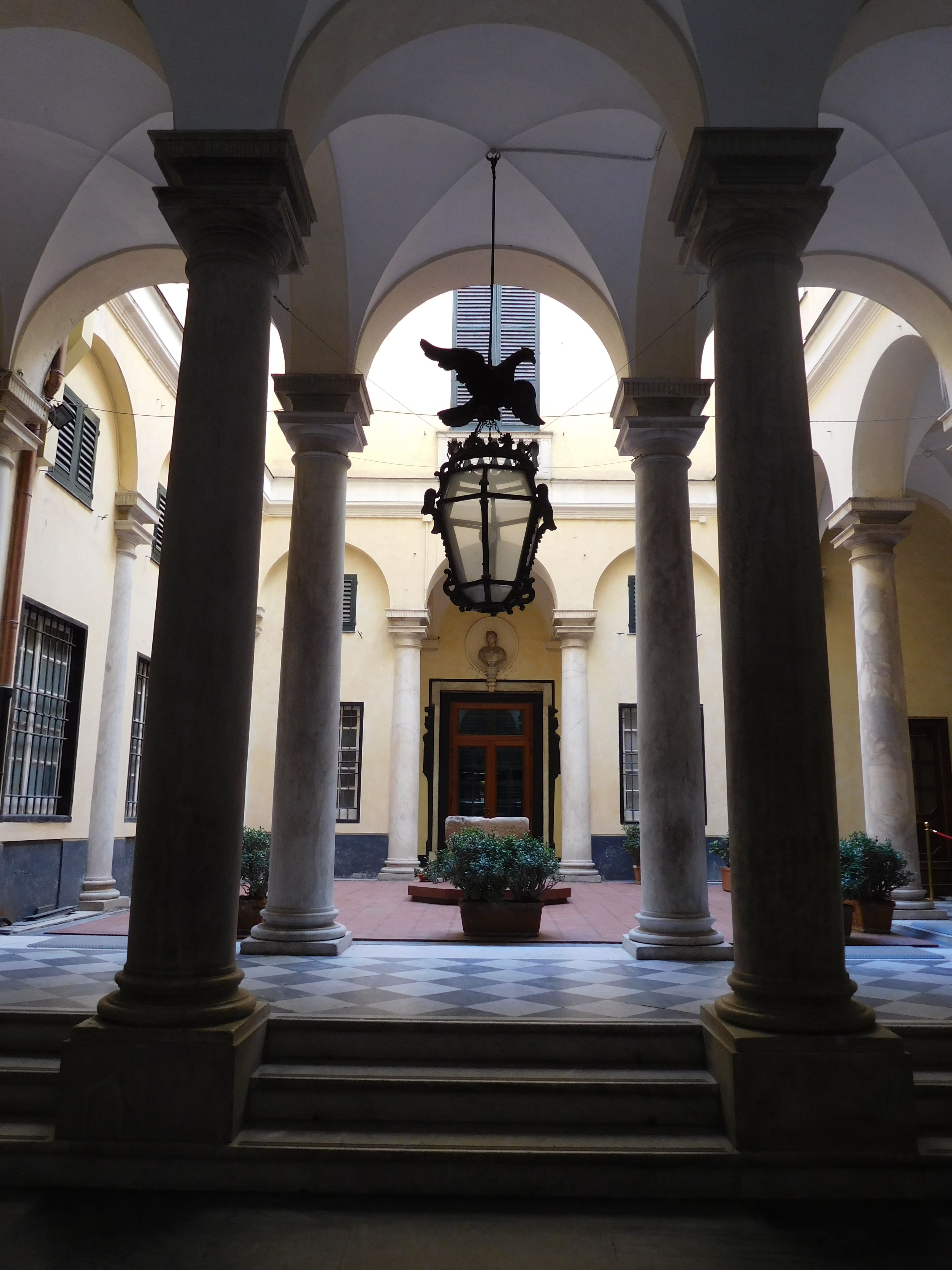
Säulenumgang um den Innenhof

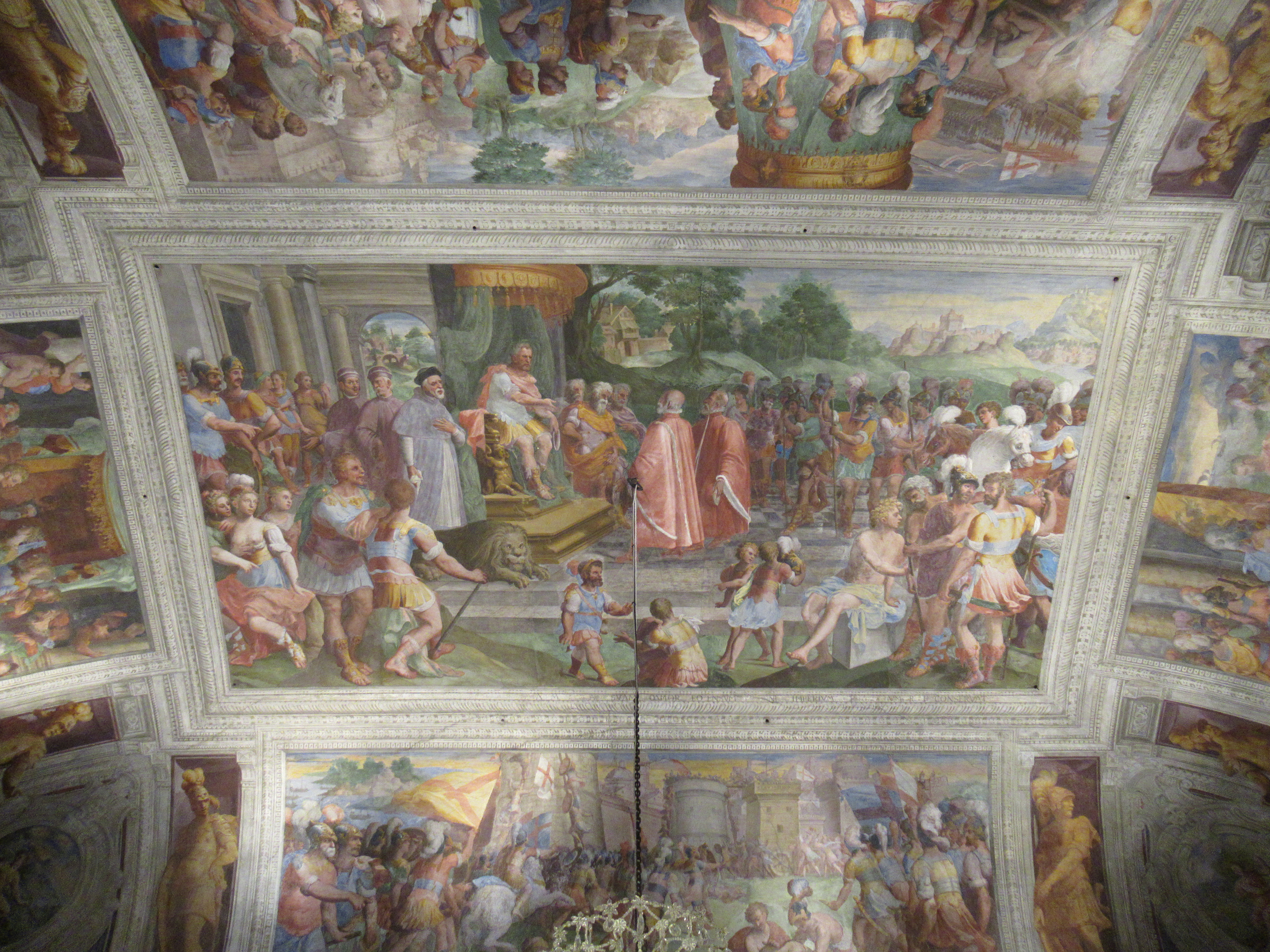
Deckengemälde Oberto Spinola vor Kaiser Friedrich I.

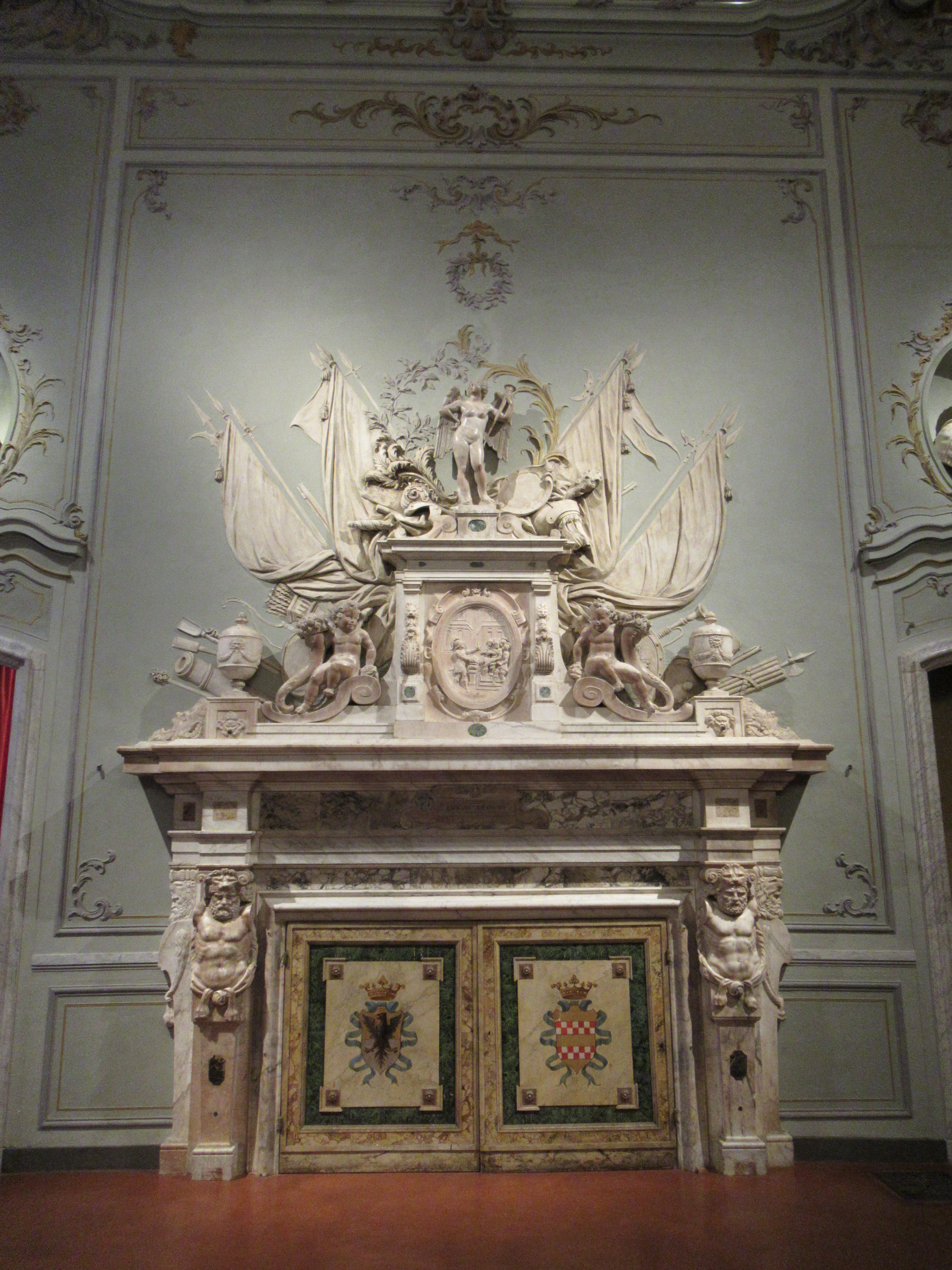
Kamin von Giovan Battista Castello mit einem Aufsatz von

Der Palazzo Gio Battista Spinola (oder Palazzo Andrea e Gio Batta Spinola) ist ein Stadtpalast in Genua, der Teil des Welterbes der UNESCO „Genoa: Le Strade Nuove and the system of the Palazzi dei Rolli“ (deutsch: Genua: Le Strade Nuove und die Palazzi dei Rolli) ist. Das Gebäude liegt in der Via Garibaldi 6.

## Geografische Lage
Der Palazzo Gio Battista Spinola liegt an der Süd- und Talseite der Strade Nuove (heute: Via Garibaldi) und ist vom östlichen Beginn der Straße gezählt der Dritte. Das Grundstück hatte ein erhebliches Gefälle, weshalb der Garten hinter dem Haus terrassiert werden musste.

## Geschichte
Bauherr war Gio Battista Spinola zunächst zusammen mit seinem Bruder Andrea Spinola, beide aus dem Familienzweig der Fürsten von Vergagni. Architekt war Bernardino Cantone, von Giovan Battista Castello stammen Innenhof und der Kamin im Piano nobile. Der Baubeginn des Palazzo wird mit 1563 oder 1564 angegeben. 1566 verkaufte Andrea seinen Anteil an Gio Battista, aber die Bauarbeiten gingen zügig weiter und sollen 1567 abgeschlossen worden sein. Es war der dritte Palazzo, den ein Mitglied der Familie Spinola in der Strade Nuove errichtete.
Als einer der Palazzi dei Rolli war er in den Rolli von 1576 bis 1664 eingetragen. Nach deren Klassifizierung, den „bussoli“, zählte er immer zur Klasse eins, nur 1588 zur Klasse zwei (zu den Einzelheiten dieser Eintragungen vergleiche hier). Das Gebäude ist auch in dem Werk von Peter Paul Rubens von 1622 über die Genueser Stadtpaläste dokumentiert.
Das Gebäude erlitt Schäden bei der Belagerung und dem Beschuss von Genua im Mai 1684 durch französisches Militär. In der Folge wurde es renoviert, umgebaut und aufgestockt. Zu diesem Zeitpunkt gehörte es Ambrodgio Doria. Nach einer anderen Angabe wurde der Palast 1723 von der Familie Doria erworben.

## Gebäude
Die heutige Gestaltung der Fassade stammt erst aus einem Umbau von 1758 und ist das Werk von Giovanni Antonio Ricca.
Das Portal und die Eintrittshalle sind verhältnismäßig bescheiden und öffnen sich direkt auf den Hof, der zwei Stufen erhöht liegt und von einem Säulenumgang umschlossen wird, der sich je Seite mit drei Bogen zum Hof hin öffnet. Im Atrium befindet sich eine große Laterne, die ein heraldischer Adler krönt, das Wappen der Familie Doria. Im ersten Stock liegt der große Saal zur Straße hin. Hier ist der Marmorkamin erhalten. Andrea Semino schuf die Fresken im Gewölbe des Saals und entsprach dem Wunsch seines Auftraggebers nach Verherrlichung von dessen Familiengeschichte, indem er die Gesandtschaft von Oberto Spinola an Kaiser Friedrich I. (Barbarossa) und andere Episoden malte. An den Wänden hängen fünf flämische Wandteppiche des späten 16. Jahrhunderts mit Szenen aus dem Leben von Abraham. Mit Hilfe seines Bruders Ottavio Semino, eines Spezialisten für erotische Themen, widmete Andrea Semino einen kleinen Salon der Liebe der Götter zu den Sterblichen – Jupiter und Danaë, Neptun und Proserpina, Venus und Adonis, Jupiter und Europa, Jupiter und Antiope. In einem anderen Salon, der später mit Rokoko-Stuckaturen umgestaltet wurde, hatte Luca Cambiaso die Themen der olympischen Rache aufgegriffen.
Unter den Doria, wurde der Palast mit einer prächtigen Bildergalerie ausgestattet. Meisterwerke von Giovanni Benedetto Castiglione, genannt „Grechetto“, und anderen genuesischen Künstlern schmücken noch immer diese Räume in der Hängung des 18. Jahrhunderts. Ein Teil der Sammlung wurde allerdings im 19. Jahrhundert an die Cassa di Risparmio di Genova verkauft.

## Der Palazzo bei Rubens
|  |  |  |